# Pleolophus funereoides
Pleolophus funereoides är en stekelart som först beskrevs av Tohru Uchida 1952.  Pleolophus funereoides ingår i släktet Pleolophus och familjen brokparasitsteklar. Inga underarter finns listade i Catalogue of Life.